# ما متأهل نیستیم!
ما متأهل نیستیم! (انگلیسی: We're Not Married!) فیلمی آمریکایی در سبک کمدی رمانتیک به کارگردانی ادموند گولدینگ است که در سال ۱۹۵۲ منتشر شد.

## بازیگران
- جینجر راجرز
- ویکتور مور
- مریلین مونرو
- دیوید وین
- ایو آردن
- پال داگلاس
- ادی براکن
- میتزی گینور
- لوئیس کالهرن
- ژاژا گابور
- جین دارول
- جیمز گلیسون
- پال استوارت
- فرد آلن
- لی ماروین
- گلوریا تالبوت
- بایرون فولگر